# Арнау (фольклор)
Арнау, арнау олен (буквально песня-посвящение) — обращение к какому-либо лицу в казахском фольклоре. Существует 3 вида Арнау: в жарлай Арнау (жар — оповещение) акын знакомит окружающих с собой и темой своего выступления; в сурай Арнау (сурау — спрашивать) он задает им различные вопросы (иногда риторические) и ждёт ответа. Зарлай Арнау (зарлау — плакать) входит в те эпизоды казахского эпоса, где герой оплакивает свою судьбу.